# Resolució 1393 del Consell de Seguretat de les Nacions Unides
La Resolució 1393 del Consell de Seguretat de les Nacions Unides fou adoptada per unanimitat el 31 de gener de 2002. Després de reafirmar les resolucions sobre Abkhàzia i Geòrgia, particularment la Resolució 1364 (2001), el Consell va ampliar el mandat de la Missió d'Observació de les Nacions Unides a Geòrgia (UNOMIG) fins al 31 de juliol de 2002.

## Resolució

### Observacions
En el preàmbul de la resolució, el Consell va destacar que la manca de progrés en un acord entre ambdues parts era inacceptable. Va condemnar l'enderrocament d'un helicòpter UNOMIG l'octubre de 2001 que va provocar nou morts, i va lamentar que els autors de l'atac no haguessin estat identificats.

### Actes
El Consell de Seguretat va acollir amb beneplàcit els esforços polítics per resoldre la situació, en particular els "Principis bàsics per a la distribució de competències entre Tbilisi i Sukhumi" per facilitar les negociacions entre Geòrgia i Abkhàzia.
Va instar a Abkhàzia a considerar els detalls del document i per a ambdues parts superar la seva desconfiança recíproca. Es van condemnar totes les violacions de l'Acord d'alto del foc i Separació de Forces de 1994. El Consell també va donar la benvinguda a la signatura d'un protocol per part de les dues parts sobre la situació a la vall de Kodori el 17 de gener de 2002 i va instar a Geòrgia en particular a aplicar les seves disposicions i que Abkhàzia no aprofités la retirada de Geòrgia.
La resolució va instar a les dues parts a revitalitzar el procés de pau, va lamentar la manca de progrés en qüestions relacionades amb refugiats i desplaçats interns i va reafirmar la inacceptabilitat dels canvis demogràfics derivats del conflicte. Es va demanar tant a Geòrgia com a Abkhàzia que implementessin recomanacions d'una missió d'avaluació conjunta a la regió de Gali, i es va demanar a Abkhàzia en particular, millorar l'aplicació de la llei i abordar la manca d'instrucció als georgians en la seva llengua materna.
Hi havi preocupació per l'augment de les restriccions a la llibertat de moviment de les forces de manteniment de la pau de la Comunitat d'Estats Independents i d'altre personal i el Consell va recordar a les parts que es responsabilitzaven de la seguretat i la seguretat del personal. A més, la resolució demanava a ambdues parts que adoptessin mesures per identificar els responsables de l'enderroc d'un helicòpter de la UNOMIG l'octubre de 2001. Es va recordar a Geòrgia que impedís les activitats de grups armats il·legals que travessaven cap a Abkhàzia.
Finalment, es va demanar al secretari general Kofi Annan que mantingués informat regularment al Consell sobre els esdeveniments i que informés en un termini de tres mesos sobre la situació.